# Embalse Carén
El embalse Carén es un embalse de relaves ubicado en la comuna de Alhué, Provincia de Melipilla, Región Metropolitana, Chile. Su afluente en estado natural es el estero Carén, que es también su emisario que lleva las "aguas claras" hasta el estero Alhué. 
Actualmente recibe los relavos de las faenas mineras de El Teniente a través del canal de relaves Colón-Carén.
Pertenecen a la cuenca del río Rapel, la número 060 del inventario de cuencas de Chile.
Desde 1987 un muro construido contiene los relaves procedentes desde la mina El Teniente.
No debe ser confundido con la laguna Carén, que también es un embalse, pero ubicado al oeste de Santiago, en la comuna de Pudahuel.

## Ubicación y descripción
Se encuentra en el interior de la reserva nacional Roblería del Cobre de Loncha y está formada, desde 1987, con los relaves de la Mina El Teniente. Los relaves son traídos desde la planta concentradora Colón, esto es, 87 kilómetros de transporte, incluidos el túnel Carén de 10 km de longitud y un sifón que posibilita sortear el río Cachapoal, hasta el estero Carén.
Al año 2013, el embalse tenía un muro con un volumen de 2 millones de metros cúbicos que contenían 176 millones de metros cúbicos de relave.: 6 

## Historia
Para la construcción de la vía de transporte desde la mina al embalse, se utilizó parcialmente la vía abierta por el ramal Rancagua-Doñihue, que ya estaba en desuso desde 1974.

## Población, economía y ecología
El área de influencia del embalse son alrededor de 3600 ha ubicadas desde el muro del embalse, a lo largo de la cuenca inferior de estero Carén y luego la del estero Alhué, hasta el comienzo del lago Rapel (que también es un embalse).: 14 
En una tesis se sostiene que el uso de "aguas claras" provoca "un deterioro de la calidad química del suelo regado", que a la larga vuelve al suelo levemente salino, disminuyendo la calidad del trébol y ballica que es consumido por los animales de forraje.: 99 
El 16 de abril del año 2006, una falla en el funcionamiento del tranque provocó un derrame de elementos tóxicos a lo largo de 17 km del estero. El derrame originó un impacto significativo en el ecosistema del entorno por el efecto físico del material particulado depositado sobre suelos y sedimentos.
Después del incidente, el 16 de agosto de 2006, en una sesión del Congreso Nacional de Chile sobre la normativa ambiental, se mencionó varias veces el caso del estero Carén.